# Espace de modules
En mathématiques, un espace de modules est un espace paramétrant les diverses classes d'objets sous une relation d'équivalence ; l'intérêt est de pouvoir alors munir naturellement ces espaces de classes d'une structure supplémentaire. L'archétype de cette situation est la classification des courbes elliptiques par les points d'une courbe modulaire. Autre exemple : en géométrie différentielle, l'espace de modules d'une variété est l'espace des paramètres définissant la géométrie modulo les difféomorphismes locaux et globaux. 
En physique, et en particulier dans les théories de champ supersymétriques les champs scalaires neutres sous le groupe de jauge et de masse nulle sont également appelés modules et l'ensemble de ces champs constitue l'espace de modules quantiques de la théorie.
Le lien entre les deux appellations apparait en théorie des supercordes où les différentes compactifications de la théorie sur des variétés avec holonomie spéciale donne lieu à des théories effectives supersymétriques. Dans ce cas, l'espace des modules quantiques de cette théorie contient en particulier l'espace des modules de la variété de compactification.